# Безак Олександр Павлович
Беза́к Олекса́ндр Па́влович (рос. Безак Александр Павлович; 24 квітня [7 травня] 1801 — 30 грудня 1868 [12 січня 1869]) — російський державний діяч, генерал-ад'ютант дворянського походження.

## Біографія

### Походження
Дід Олександра Павловича — Готліб Хрістіан фон Безак (Хрістіан Хрістіанович Безак) (1727—1800 р.р.) з понімечених лужичан в завершенні царювання імператриці Єлизавети I Петрівни в 1760 році вступив на російську службу, ставши інспектором і професором філософських, історичних і політичних наук у Сухопутному шляхетському кадетському корпусі Санкт-Петербурга. Його батько — правитель справ канцелярії генерал-прокурора, статський радник Павло Хрістіанович Безак (1769—1831), мати — Сусанна Яківна Рашетт, дочка знаменитого скульптора Жана Домініка де Рашетт, який прибув у Російську імперію в 1779 році і взяв  ім'я Якова Івановича.

### Освіта та початок служби
Освіту Олександр Павлович здобув у пансіоні для малолітніх при Імператорському московському університеті, а згодом у знаменитому Царськосільському ліцеї. Олександр закінчив ліцей із срібною медаллю. Потому за царювання імператора Олександра I Павловича в 1819 році почав військову службу в чині прапорщика у 1-ій Гвардійській артилерійській бригаді.
Олександр Павлович Безак вперше відзначився під час російсько-турецької війни 1828—1829 років. Перебуваючи  при облозі Варни в роті конгрегових ракет, а потім в загоні генерал-ад'ютанта Бістрома, 16 вересня 1828 року брав участь у відбитті штурму на російські укріплення. 18-го числа того ж місяця воював у битві при Куртепе, діючи 4-ма гарматами легкої другої роти 11-ї артилерійської бригади.
Під час придушення бунту в Царстві Польському в 1831 році Безак вступив в штаб артилерії діючої армії і, беручи участь у всіх операціях, особливо відзначився під Вавром, Гроховим, Остроленкою і при штурмі варшавських укріплень і міського валу. За перші дві операції, у тому ж 1831 році отримав військове звання полковника Російської імператорської армії. За Остроленську битву, під час якого Безак ввів перші гармати в місто, полегшивши військам перехід через міст, був нагороджений царем Миколою I Павловичем орденом Святого Рівноапостольного князя Володимира 3-го ступеню.

### Служба а артилерії
Після закінчення Польської кампанії в 1832 році Безака призначили начальником штабу артилерії Російської імператорської армії, розквартированої в Царстві Польському. За його проектами були збудовані арсенали у Варшаві і Новогеоргіївську, вдосконалена польова артилерія. У 1837 році Безак супроводжував імперією інспектора прусської артилерії принца Августа.
У 1841 році, під час хвороби начальника штабу генерал-фельдцейхмейстера князя Долгорукова, в чині генерал-майора тимчасово виконував обов'язки начальника штабу генерал-фельдцейхмейстера. 5 грудня того ж року нагороджений орденом Св. Георгія 4-го ступеня. 
У 1843 році Олександр Павлович Безак став частиною почту імператора Миколи I під час його історичної поїздки в столицю Королівства Пруссія — місто Берлін на зустріч з королем Пруссії Фрідріхом Вільгельмом IV Людвігом фон Гогенцоллерн.
У 1846 році Олександр Павлович Безак зарахований до свити Миколи I, перебував у ній до самої кончини імператора 18 лютого (3 березня) 1855 року.
У жовтні 1848 року в чині генерал-лейтенанта Олександр Безак був призначений начальником штабу генерал-фельдцейхмейстера (командувача всією артилерією) великого князя Михайла Павловича  і перебував на цій посаді до смерті князя 28 серпня (10 вересня) 1849 року.
22 серпня (4 вересня) 1849 року до 23-ї роковини коронації імператора Миколи I генерал-лейтенант Олександр Павлович Безак отримав чин генерал-ад'ютанта і призначений начальником штабу інспектора всієї Імператорської Російської артилерії.
На високій посаді Олександр Павловича заснував запасні батареї і артилерійське депо, перетворив арсенали і заводи, запровадив  полегшену 12-фунтовую гармату і багаточого іншого.. Його нововведення значно поліпшили стан Російської імператорської артилерії напередодні Кримської війни 1853—1856 років.
Зі сходженням на престол імператора Олександра II Миколайовича і закінченням 18 (30) березня 1856 року Кримської війни генерал-ад'ютант Олександр Павлович Безак прийняв командування 3-м армійським корпусом, а пізніше — 5-м армійським корпусом.
Після трьох з половиною років, в треті роковини миропомазання на царство Російське імператора Олександра II Миколайовича 26 серпня (7 вересня) 1859 року генерал-ад'ютант Олександр Павлович Безак отримав чин генерала від артилерії.

### Генерал-губернатор
З липня 1860 року по січень 1865 року Олександр Павлович займав високу посаду командувача окремим Оренбурзьким корпусом і генерал-губернатора Оренбурзької і Самарської губерній. Саме за його ініціативою проведено було зміцнення межі Російської імперії, перерозподілені були військові гарнізони по її лінії, проведено розмежування башкирських земель після ліквідації ірегулярного Башкирського війська 1865 року. Тоді ж виникли Джулекське та Бішмазарське укріплення та ставки на Середній та Нижній Ембі для султанів-правителів середньої та західної частини колишнього Казаського ханства.
За час на посаді здійснював в губерніях реформу 1861 року, облаштовував поселення киргиз-кайсаків в районі нової лінії Оренбурзького козачого війська, ввів цивільне управління в козацькому війську. Разом з тим запропонував зовсім ліквідувати Оренбурзьке козацьке військо. Ним було порушено питання і поділ Оренбурзької губернії на Уфимскую і Оренбурзьку. В Оренбурзі влаштував водопровід, лазні, сад. Був проголошений почесним громадянином Оренбурга (до Жовтневого перевороту в місті була вулиця Безака). Рішучими діями, підготовлене на англійські гроші повстання в Кокандському ханстві. У вересні 1861 року відправив війська, які захопили Яни-Курган, а потім, під його головним керівництвом здійснено в 1863—1864 роках проти туркестанського бека Мурзи Давлета, внаслідок чого росіяни захопили Ауліє-Ата, Азрет та Чемкент.
У січні 1863 року Олександр Павлович призначений членом Державної ради. Саме його дії на посту Оренбурзького і Самарського губернатора сприяли початку приєднання в 1864—1885 роках Середньої Азії до Російської імперії. Здібності Олександра Павловича по гідності оцінив імператор Олександр II, призначивши в січні 1865 року вірного престолу генерала і державного діяча Київським, Подільським і Волинським генерал-губернатором і командувачем військами Київського військового округу. На таких високих посадах Олександр Павлович Безак служив до кінця свого життя.
Безак приступив до здійснення в краї селянської реформи. Він збільшив число мирових посередників з російських діячів, викликав досвідчених землемірів для відведення селянам наділів і вжив найенергійніших заходів до складання викупних актів і до застосування закону про продаж польськими поміщиками тільки осіб російського походження. у селян виявилося 4 мільйони десятин, а російське велике землеволодіння збільшилося на 40%.
На новій посаді він енергійно проводив політику русифікації та намагався послабити вплив польської культурної традиції, зокрема, заборонив друк Бердичівського календаря польською мовою, впровадив вивчення релігії у усіх типах шкіл лише російською мовою, закрив 1 костьол, 4 каплиці та 4 монастиря (візитанок і кармеліток у Кам'янці-Подільському, у Бердичеві та Міжріччі Острозькому). Ініціював низку законодавчих заходів, які були спрямовані на перехід земельної власності на Правобережній Україні від поляків до росіян. З ініціативи Безака царським указом 1866 року було скасовано Кам'янецьку римо-католицьку єпархію, яку замінено на православний вікаріат. 
Ліквідовано право так званої пропінації, посилено цукроваріння, відкрито кілька кредитних установ, покращено богадільні, в'язниці, хлібні запаси, врегульовано звітність у зборах, збільшено особовий склад російських чиновників, дано їм належне забезпечення
Велику увагу приділяв будівництву залізниць та інших шляхів сполучення: Київ було з'єднано залізним шляхом з Москвою, Одесою та кордоном з Австрійською імперією.

### Сім'я
Від Любові Іванівни Стороженко, що була в 1865—1868 роках головою Товариства допомоги бідним, на світ з'явився єдиний син Микола Олександрович Безак, генерал-лейтенант Російської імператорської армії, начальник Головного управління пошти і телеграфів Міністерства внутрішніх справ Російської імперії, засновник першого в країні Електротехнічного інституту, член Державної ради, кавалер Російських орденів до ордена Святої Ганни з діамантовими знаками включно.

### Смерть

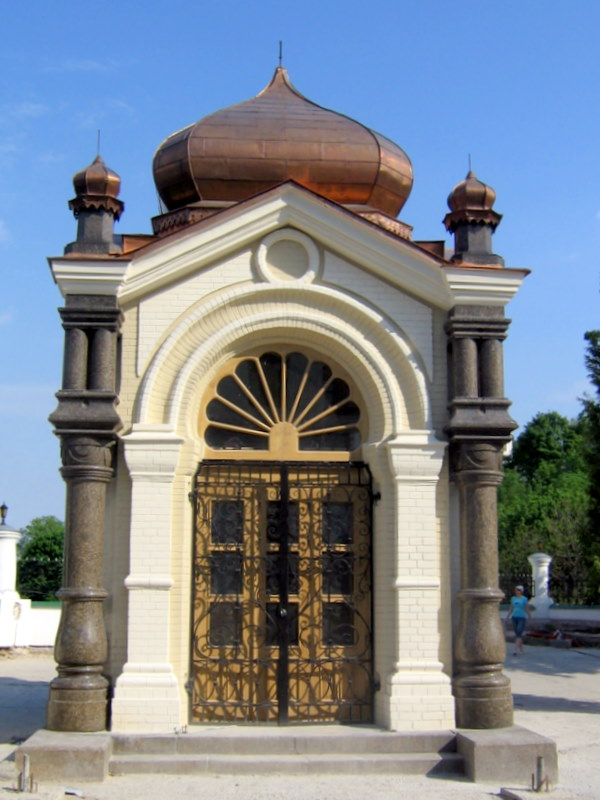
Каплиця на території Києво-Печерської лаври в якій поховано прах Олександра Павловича Безака і його дружини

Помер генерал 30 грудня 1868 (12 січня 1869) року в Санкт-Петербурзі. Згідно з останньою волею Олександра Павловича, прах його похований був в Свято-Успенській Києво-Печерській Лаврі, біля церкви Хрестовоздвиженської на Ближніх печерах, якій він протягом життя не раз надавав милість безкорисливою пожертвою. Над могилою збудована каплиця (освячена в липні 1870 року), архітектор — Михайло Іконников. В ній же згодом було поховано і його дружину.